# Afroclanis burorum
Afroclanis burorum är en fjärilsart som beskrevs av Embrik Strand 1915. Afroclanis burorum ingår i släktet Afroclanis och familjen svärmare. Inga underarter finns listade i Catalogue of Life.